# Варшавська конфедерація (1573)
Варшавська конфедерація (Варшавська конференція, 28 січня 1573) — важлива подія в історії Корони Польської та Великого Князівства Литовського (ВКЛ), визначила засади релігійної терпимості знаті і вільних людей в Речі Посполитій та ВКЛ, вважається формальним початком релігійної свободи в Польсько-Литовській державі. Акт варшавської конференції є першим подібним документом в Європі. Хоча акт і не залагодив всіх конфліктів на основі релігії, але зробив Польсько-Литовську державу набагато безпечнішою і більш толерантною країною за більшість інших держав Європи, особливо під час Тридцятирічної війни.
У конфедерації взяли участь представники Великої і Малої Польщі, Великого Князівства Литовського, Києва, Волині, Підляшшя, земель Руської, Пруської, Поморської, Жмудської, Ліфляндської та коронного міста.
Варшавська конфедерація мала за мету подолати проблеми, які виникли після укладання Люблінської унії, відповідно до якої утворювалась новий союз держав (конфедерація) — Річ Посполита, що мала єдиного короля, сейм, гроші, податки та єдину зовнішню політику, але не мала спільної церкви.
Варшавська конфедерація відіграла активну роль у захисті релігійних свобод у Речі Посполитій, її учасники зобов'язалися бути взаємно толерантними, зберігати цю толерантність у наступних поколіннях, бути солідарними в боротьбі за свободу віри при будь-якому урядові, який переслідував би будь-яку конфесію. Католицькі біскупи не підписалися під статтями Варшавської конфедерації, заявивши, що Варшавська конфедерація «ображає велич Бога, руйнує основи польської державності, оскільки проголошує свободу всім іновірцям, магометанам, юдеям, протестантам та іншим схизматикам».